# كايتانو ألبرتو سيلفا
كايتانو ألبرتو سيلفا (بالإسبانية: Cayetano Alberto Silva)‏ هو موزع وملحن وموسيقي أرجنتيني وأوروغواياني، ولد في 7 أغسطس 1868 في سان كارلوس، أوروغواي ‏ في الأوروغواي، وتوفي في 12 يناير 1920 في روساريو في الأرجنتين.